# Камерун на Светском првенству у атлетици на отвореном 2023.
Камерун је учествовао на 19. Светском првенству у атлетици на отвореном 2023. одржаном у Будимпешти од 19. до 27. августа деветнаести пут, односно, учествовао је на свим првенствима одржаним до данас. Репрезентацију Камеруна представљала су 3 такмичара (1 мушкарац и 2 жене) који су се такмичили у 2 дисциплине (2 мушке и 2 женске). , 
На овом првенству такмичари Камеруна нису освојио ниједну медаљу нити је остварио неки резултат јер није ни стартовао.

## Учесници
| Мушкарци: - Емануел Есеме — 100 м, 200 м | Жене: - Вероник Косенда Реј — Троскок - Нора Мони — Бацање диска |

## Резултати

### Мушкарци
| Атлетичар     | Дисциплина | Лични рекорд | Квалификације  | Квалификације  | Полуфинале           | Полуфинале           | Финале               | Финале               | Детаљи |
| Атлетичар     | Дисциплина | Лични рекорд | Резултат       | Место          | Резултат             | Место                | Резултат             | Место                | Детаљи |
| ------------- | ---------- | ------------ | -------------- | -------------- | -------------------- | -------------------- | -------------------- | -------------------- | ------ |
| Емануел Есеме | 100 м      | 9,96 НР      | 10,41(.404)    | 6. у гр. 2     | Није се квалификовао | Није се квалификовао | Није се квалификовао | 44 / 71 (75)         |        |
| Емануел Есеме | 200 м      | 20,31 НР     | Није стартовао | Није стартовао | Није се квалификовао | Није се квалификовао | Није се квалификовао | Није се квалификовао |        |

### Жене
| Атлетичарка         | Дисциплина   | Лични рекорд | Квалификације | Квалификације | Полуфинале | Полуфинале | Финале                | Финале  | Детаљи |
| Атлетичарка         | Дисциплина   | Лични рекорд | Резултат      | Место         | Резултат   | Место      | Резултат              | Место   | Детаљи |
| ------------------- | ------------ | ------------ | ------------- | ------------- | ---------- | ---------- | --------------------- | ------- | ------ |
| Вероник Косенда Реј | Троскок      | 13,97        | 13,39         | 17. у гр. А   |            |            | Нису се квалификовале | 31 / 36 |        |
| Нора Мони           | Бацање диска | 58,53        | 54,50         | 17. у гр. А   | 33 / 37    |            | Нису се квалификовале |         |        |